# Oruza crocodeta
Oruza crocodeta là một loài bướm đêm trong họ Erebidae.